# Os Perdedores (revista em quadrinhos)
Os Perdedores (no original em inglês, The Losers) é uma série de revistas em quadrinhos americana publicada pela DC Comics, através de seu selo editorial Vertigo, entre 2003 e 2006, com 32 edições, reunidas em cinco volumes encadernados - Ante Up, Double Down, Trifecta, Close Quarters e Endgame. Em 2010, o primeiro volume foi publicado no Brasil, sob o título Hora do Troco.
A série foi integralmente escrita por Andy Diggle, e ilustrada por Jock, Nick Dragotta, Ale Garza, Shawn Martinbrough e Ben Oliver, ee bora compartilha do mesmo título que outra revista publicada pela editora na década de 1960, não possui nenhuma relação, sendo definida como uma "re-concepção" desta. Aclamada pela crítica e pelo público, a série foi indicada ao Eisner de "Melhor Nova Série" em 2004 e chegou a ser parcialmente adaptada para um filme lançado em 2010.